# Gabardine

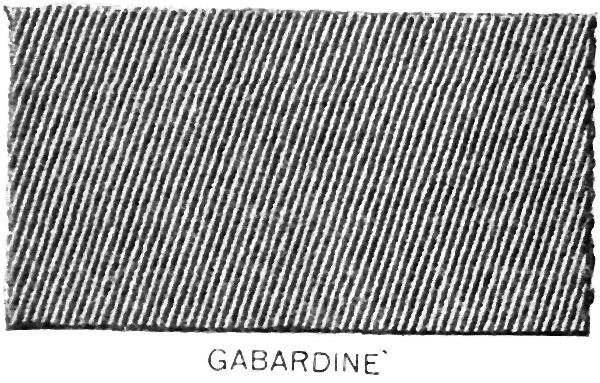
Trama della gabardina

La gabardina o gabardine è un tessuto in filato pettinato in tinta unita, di un certo peso e mano asciutta.
L'origine del nome viene fatta risalire a un mantello di lana in uso in Francia nel Rinascimento o al termine spagnolo usato circa nello stesso periodo per indicare la tuta degli operai.

## Struttura
Si ottiene con una armatura a saia, che crea una diagonale. Quella della gabardina è molto inclinata, i fili di ordito hanno una densità doppia rispetto a quelli della trama, sono molto sottili e molto ritorti. Il risultato è un tessuto con dominante d'ordito, molto chiuso e compatto ma adattabile, con superficie rasata, segnata da costine ben inclinate, più evidenti sul diritto. La rigatura sottile e inclinata, l'aspetto ben finito e un po' lucido, la mano fine e asciutta ne fanno un tessuto elegante, adatto a tagli di sartoria.
Si realizza in lana, cotone e fibre miste.
Adatto all'abbigliamento, sia maschile sia femminile, si utilizza per pantaloni, abiti, gonne, giacche e soprattutto per gli impermeabili. A seconda del materiale e al peso del filato produce capi adatti al periodo estivo o invernale.
L'impermeabile trench, reso famoso da attori come Humphrey Bogart, è realizzato in gabardina.